# Tradenom
Tradenom (YH), (finska: Tradenom (AMK), engelska: Bachelor of Business Administration) är en  yrkeshögskoleexamen i Finland inom företagsekonomi. Examen omfattar on 210 högskolepoäng, vilket motsvarar 3,5 år. I Finland finns det tradenomprogram vid alla yrkeshögskolor utom Yrkeshögskolan Diakonia, Polisyrkeshögskolan och Yrkeshögskolan HAMK(fi).